# Jubel
"Jubel" é uma canção do produtor francês Klingande. A faixa contém os vocais femininos não creditados de Lucie Decarne. Foi lançado como single em setembro de 2013 e chegou a número um na Áustria, Bélgica, República Checa, Alemanha, Itália, Luxemburgo, Polónia, Portugal, Eslováquia e Suíça.[carece de fontes?]

## Desempenho nas tabelas musicais

### Posições
| Parada (2013-14)                                  | Melhor posição |
| ------------------------------------------------- | -------------- |
| Austrália (ARIA)                                  | 3              |
| Áustria (Ö3 Austria Top 75)                       | 1              |
| Bélgica (Ultratop 50 de Flandres)                 | 1              |
| Bélgica (Ultratop 50 da Valônia)                  | 2              |
| República Checa (Rádio Top 100)                   | 1              |
| Dinamarca (Hitlisten)                             | 8              |
| Finlândia (Suomen virallinen lista)               | 5              |
| França (SNEP)                                     | 5              |
| O campo songid é OBRIGATÓRIO PARA PARADA ALEMÃ    | 1              |
| Hungria (Rádiós Top 40)                           | 24             |
| Hungria (Single Top 40)                           | 4              |
| Irlanda (IRMA)                                    | 3              |
| Itália (FIMI)                                     | 1              |
| Luxemburgo (Billboard Luxembourg Digital Songs)   | 1              |
| Países Baixos (Dutch Top 40)                      | 9              |
| Noruega (VG-lista)                                | 2              |
| Polónia (Polish Airplay Top 100)                  | 1              |
| Polónia (Dance Top 50)                            | 11             |
| Portugal (Billboard Portugal Digital Songs)       | 1              |
| Escócia (Scottish Singles Chart)                  | 3              |
| Eslováquia (Rádio Top 100)                        | 1              |
| Espanha (PROMUSICAE)                              | 9              |
| Suécia (Sverigetopplistan)                        | 3              |
| Suíça (Schweizer Hitparade)                       | 1              |
| Reino Unido (UK Dance Chart)                      | 2              |
| Reino Unido (UK Singles Chart)                    | 3              |
| Estados Unidos (Billboard Dance/Electronic Songs) | 24             |